# واين مارستون
واين مارستون هو سياسي كندي، ولد في 27 فبراير 1947 في نيو برونزويك في كندا. نشط حزبياً في الحزب الديمقراطي الجديد.

## مناصب
- في الانتخابات الاتحادية الكندية 2011 [الإنجليزية]‏، انتخب عضو مجلس العموم الكندي عن دائرة Hamilton East—Stoney Creek (federal electoral district) [الإنجليزية]‏ وقد انضم خلال فترته النيابية [الإنجليزية]‏ (2 مايو 2011 – 18 أكتوبر 2015) للكتلة البرلمانية الحزب الديمقراطي الجديد.
- في الانتخابات الاتحادية الكندية 2008 [الإنجليزية]‏، انتخب عضو مجلس العموم الكندي عن دائرة Hamilton East—Stoney Creek (federal electoral district) [الإنجليزية]‏ وقد انضم خلال فترته النيابية [الإنجليزية]‏ (14 أكتوبر 2008 – 1 مايو 2011) للكتلة البرلمانية الحزب الديمقراطي الجديد.
- انتخب عضو مجلس العموم الكندي عن دائرة Hamilton East—Stoney Creek (federal electoral district) [الإنجليزية]‏ وقد انضم خلال فترته النيابية [الإنجليزية]‏ للكتلة البرلمانية الحزب الديمقراطي الجديد.
- انتخب عضو مجلس العموم الكندي.